# 3893 ДеЛетер
3893 ДеЛетер (3893 DeLaeter) — астероїд головного поясу, відкритий 20 березня 1980 року.
Тіссеранів параметр щодо Юпітера — 3,359.